# Geophis dugesii
Geophis dugesii — вид змій родини полозових (Colubridae). Ендемік Мексики. Вид названий на честь мексиканського натураліста Альфредо Дюжеса.

## Підвиди
Виділяють два підвиди:
- Geophis dugesii dugesii Bocourt, 1883;
- Geophis dugesii aquilonaris Legler, 1959.

## Поширення і екологія
Geophis dugesii мешкають в горах Західної Сьєрра-Мадре в Чіуауа, Дуранго і Сіналоа та на півдні Мексиканського нагір'я в Халіско, Сакатекасі, Наяриті, Агуаскальєнтесі та Мічоакані. Вони живуть в лісовій підстилці ялинових, соснових і дубових лісів. Зустрічаються на висоті від 1500 до 2050 м над рівнем моря.